# Xã Helendale, Quận Richland, Bắc Dakota
Xã Helendale (tiếng Anh: Helendale Township) là một xã thuộc quận Richland, tiểu bang Bắc Dakota, Hoa Kỳ. Năm 2010, dân số của xã này là 104 người.